# Vizsolyi református templom
A Hernád-menti falut, Vizsolyt, amely az Árpád-korban a „királyné németjei”- vagyis egy tíz faluból álló, Hernád-völgyi királynői birtoktest ispánsági központja volt, később az Anjou-korban regionális bíráskodási és ítélkező helyszín lett, mégis manapság kevesebb, mint ezren lakják. A középkorban ígéretes fejlődésnek indult: 1454-ben mezővárosi rangot kapott, 1477-ben már vásártartási jogot is szerzett. A 16-17. században Tokaj-hegyalja borászati fejlődésének részese volt, jelentős borkultúrája és a borút pihenőállomásaként a Lengyelországba vezető pezsgő kereskedelmi főút állomása lett. Fejlődését a kuruc háborús időkben pestis és kolerajárványok törték meg. 1705-ben a járványok hatására csaknem elnéptelenedett. Főutcája − a községen átvezető 3713-as út belterületi szakasza − mentén emelkedik a kőfallal övezett Árpád-kori eredetű református templom, mely első, teljes, magyar nyelvű bibliafordításunk (Vizsolyi Biblia vagy Károli Biblia) történelmi emlékhelye lett. Napjainkban főként a hazai protestáns felekezetek zarándokhelyszíne, de falképei és benne található Vizsolyi Biblia nyelvemléki kulturális öröksége miatt katolikusok, valamint határon túli magyarságunk körében is kedvelt nemzeti kegyhely. A templomhoz tartozó kertben található nyomdatörténeti kiállítás, és reneszánsz könyvművességet bemutató könyvmanufaktúra és református könyvesbolt szintén segíti a látogatókat a helyszín kulturális és építészeti örökségének további felfedezésében.

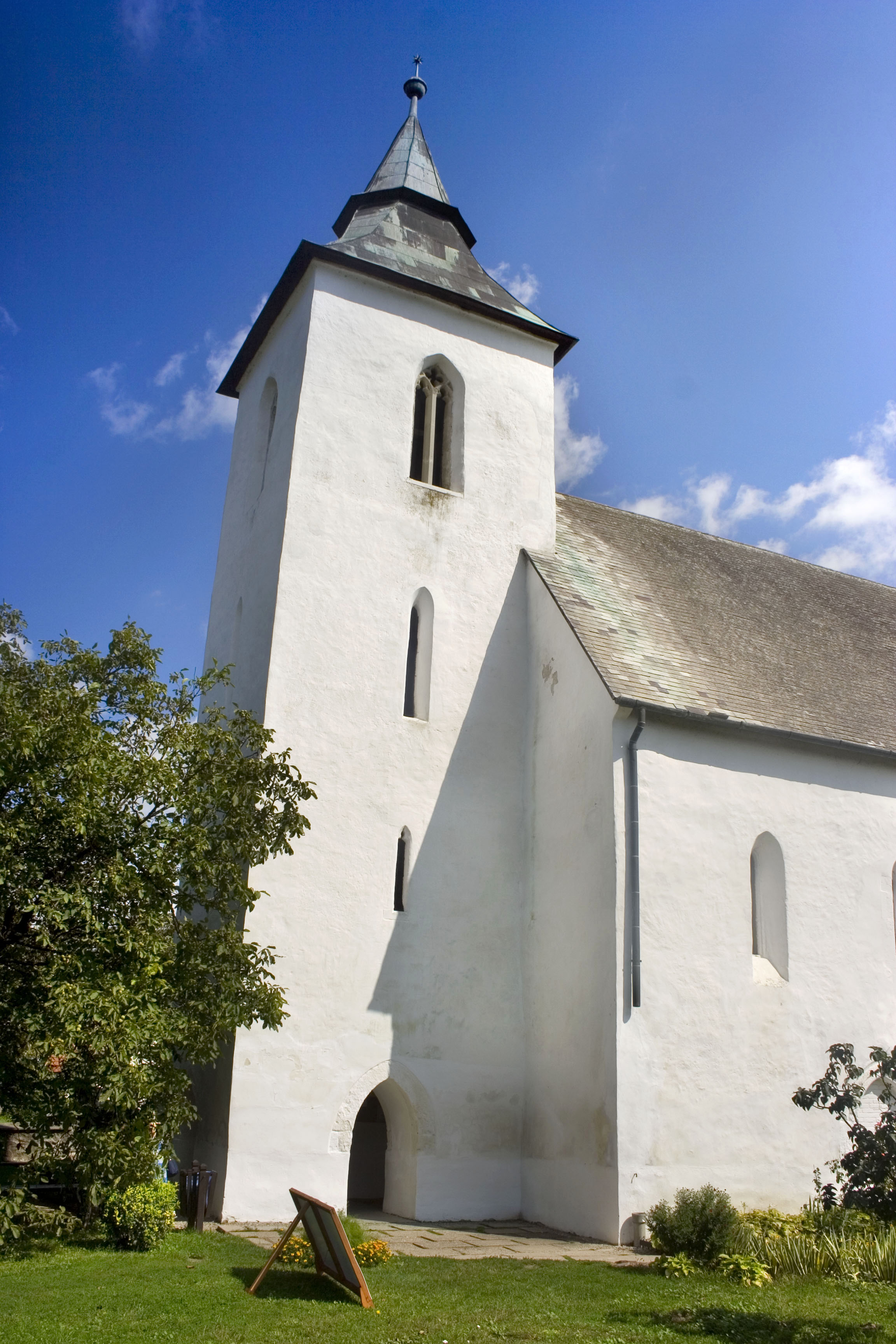
A román-kori református templom tornya

## A templom építészete

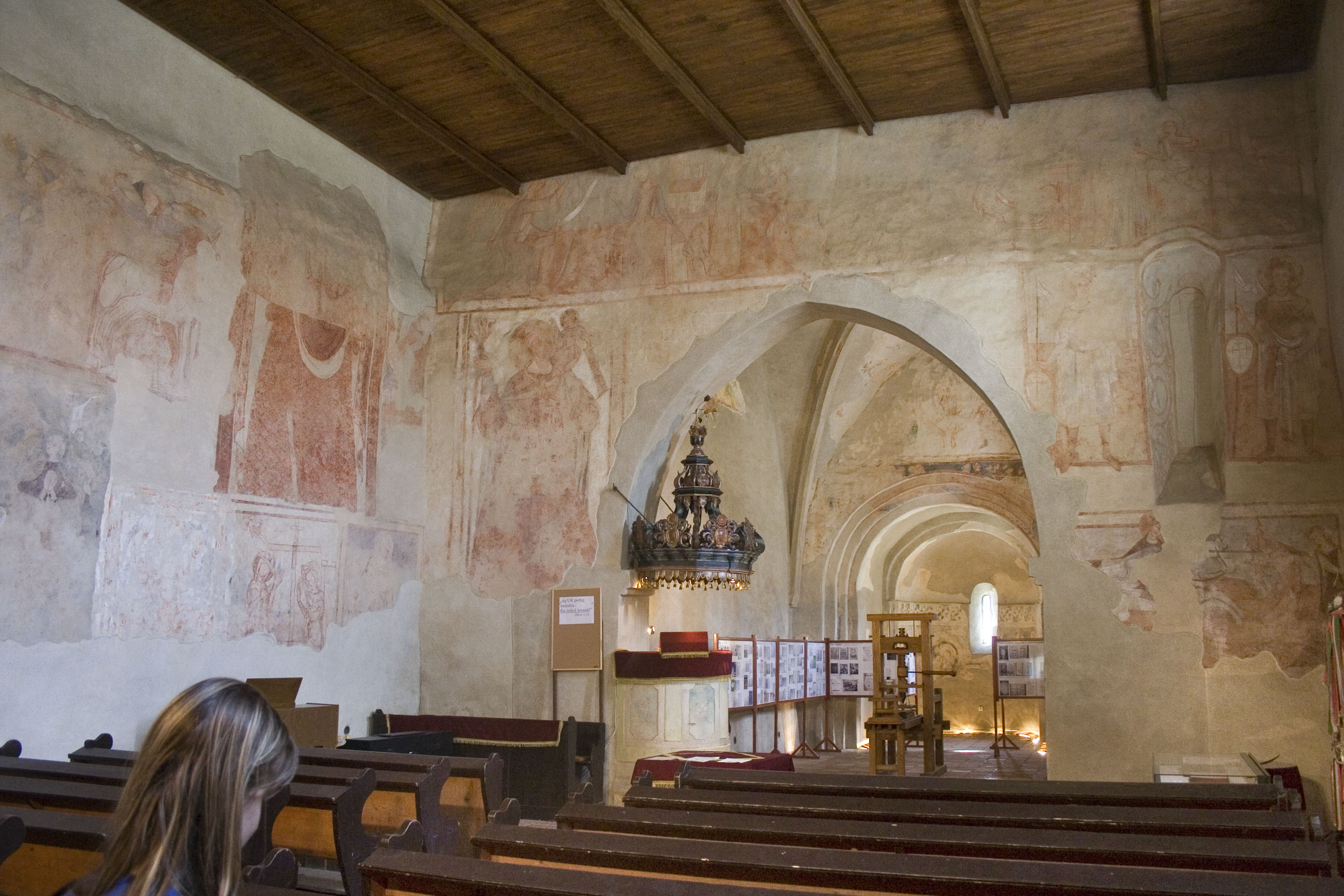
A templom belső tere

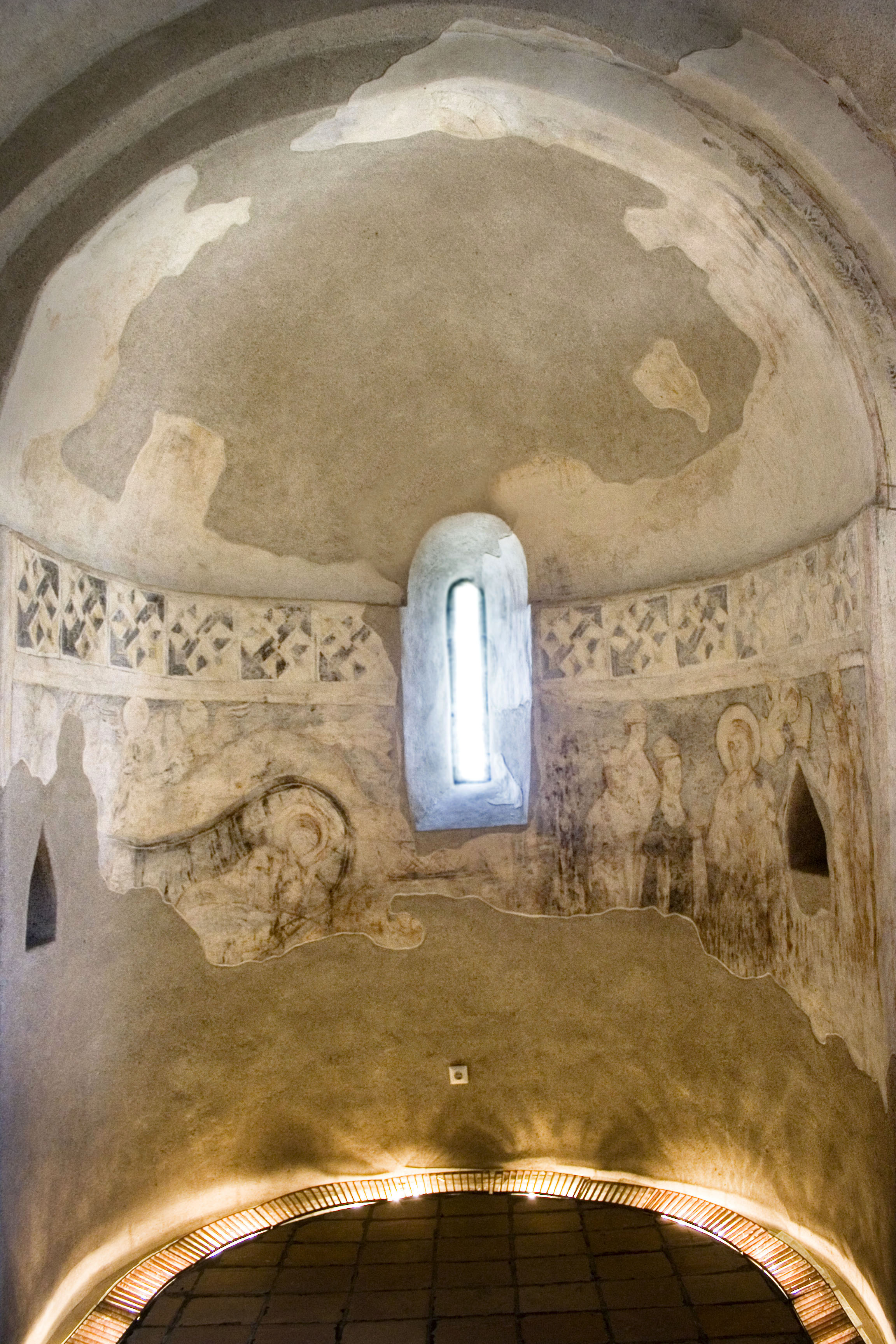
A szentély
a félköríves, alacsony apszisa

Az udvarába lépve először a keletre néző szentély látható (a félköríves, alacsony apszis szélesebb szentélynégyszögi részben folytatódik), majd az ennél jóval magasabb hajótér tömege tűnik fel. A félköríves ablakok alapján egyértelműen román stílusú. A templomhajó déli oldalán egy befalazott gótikus ajtónyílás látható, eszerint maga a hajó gótikus bővítmény. A nyugati homlokzathoz hozzáépítve – kevéssel a gótikus hajó tetőgerince fölé – magasodik a vaskos templomtorony.
A templom hosszabb folyamat során, a fent részletezett sorrendben épült, először a román kori-szentély rész a 11. sz. második felében, majd a négyszög-szentély (korábban kora gótikus hajó, egy mára már elpusztult, de kapcsolódó sekrestyével a 12. sz. első felében, valamint a 13. század elején épült templomi, gótikus főhajó, a kapcsolódó zömök-három szintes toronnyal, mely utóbbi kb. a 14. század elejére készült el. A toronyépítés késő-Árpád kori karcolatos tervrajzai a román kori szentély belsejében ma is láthatók. A település reformációja a 16. sz. folyamán a földbirtokos kegyúr vallása szerint változott, így az 1540-es évektől először lutheránus (evangélikus) hitvallású az alaghyak révén, majd 1560 -as években, de legkésőbb 1575-től kezdődően bizonyosan református (kálvinista), amikor a Mágócsy család református kegyúrként egy református lelkészt, Czeglédi Jánost hívta meg a Forgách család nagyidai kastélyából, ahol korábban udvari prédikátorként szolgált. Így legkésőbb 1575 óta templomunk a reformátussá lett vizsolyi keresztény közösség lelki otthona.

### Építészeti kialakítása
A torony alatt nyílik a templom mai bejárata.  A félköríves szentély, a szentélynégyszög a 11. és 12. században, majd az előtte található a főhajó a 13. században épült. A nyugati homlokzat az előtte álló toronnyal gótikus stílusban, a 14. században épült. A hajó síkmennyezete új, bár a barokk korban eredetileg festett kazettás mennyezettel díszített volt, melyet Sztehlo Ottó az 1905-ös renováláskor a barokk templombútorzattal együtt eltávolított, ma valószínűleg a kassai, megyei múzeumban található meg részleteiben (29 töredékről tudhatunk). Sekrestyéjének egykori falmaradványai csak részben záródnak, az épülettoldalék falszakaszok pedig pálosok 15. sz.-i jelenlétére utal.

### Faldíszítések
Magyarország legnagyobb mennyiségű, feltárt, középkori falképegyüttese ebben a templomban látható, jó részük az Árpád korból. A 11. századtól a 16. század elejéig folyamatosan díszítették a templomot falképekkel, feliratokkal. A különböző freskórétegek egymásra rétegződése több évszázad művészeti fejlődését reprezentálják, ugyanakkor többsége a 13-14sz-i gömöri festőiskola alkotásaival rokonítható. Eredetileg a külső kapu-bélletek voltak festve, mai tudásunk alapján a falak kívülről fehér színűek voltak csakúgy mint napjainkban. A belső fal festve volt. A szentély freskói nagyrészt 13. századiak. A kisebb hajószakasz festése 1400 körül készült, a nagyobb hajószakaszt a 15. század első felében festették ki. A ma látható  középkori faliképek (freskórészletek) a több mint hat évtized alatt, három fázisban folyó restaurálás során a vakolat alól kerültek elő.
Az apszis képei Krisztus születésével kapcsolatos jeleneteket ábrázolnak. és egy mennyei szeráfos jelenet, kerubbal, és egy korai Szentháromság ábrázolással is látható a kupola D-K-i szegletében. Továbbá itt látható a diadalív belső oldalán a tizenkét apostol, valamint a D-i falszakaszon Keresztelő János és Heródes Agrippa találkozása, mely jelenetet a Szent Iván éjszakáját követő, hajnali, János-napi fénytemplom-jelenség is kiemel.  A szentély falain Krisztus mennybemenetele, A fájdalmas Krisztus imádság meghallgatása, az utolsó ítélet, a nagy halfogás és a hegyi beszéd képeit mutatja be, a boltozaton pantokrátor, angyalok és evangélisták ábrázolásával találkozhatunk, valamint a főhajóban a karácsonyi ünnepkör, Szent Kristóf, katonaszentek a Szent Kereszt megtalálása, Szent László legenda, Szent György harca a sárkánnyal stb. látható. A diadalív hajó felé néző oldalán három sorban sorakoznak a falképek, a főhajó északi oldalán pedig két sorban, egymás felett több rétegben is rétegződve találunk falképeket.
Kevésbé számon tartott, de értékes faragott kőfejek találhatóak a négyszög-szentély külső, D-i falán, melyek díszes tetőgyám funkcióval rendelkeztek, és stílusukat tekintve román-koriak (egy emberfej és egy kecske vagy kosfej), valamint a főhajó D-i kapujának belső boltozatában zárókőként egy román-stílusú emberfej látható faldíszítésként.

### Templomberendezés
A két padsor között balra látható a szószék, amelynek szépen faragott, festett koronája – felirata szerint – 1792-ben készült. Úrasztali bútorzata, szintén egy időben készült a szószéki hangvetővel. A karzat alatt antik és műkincs Bibliák további kiállítása is megtalálható.

### Vizsolyi Biblia Emlékhely (2017 óta hivatalos Történelmi Emlékhely)
Belépve a templomi térbe, a szentély-négyszögben tekinthető meg az 1590-ben itt, Vizsolyban nyomtatott első magyar nyelvű teljes Biblia egyik eredeti példányát (a 6 kg súlyú  kötetet mintegy 800-900 példányban nyomtatták, s ebből 54 példány maradt meg  máig, ezeknek csaknem a fele Magyarországon, de java részt a Kárpát-Medencében található egyházi és állami közgyűjteményekben. A fordítást Károli Gáspár gönci prédikátor készítette, munkatársaival, amit a felvidéki német és lengyel-ajkú szepességi vidékről származó Mantskovit Bálint nyomtatott ki 1589. február 18. – 1590.július 20-a között. Nyomdáját egykor Bornemissza Péter evangélikus püspök alapította, és működtette több helyszínen, de  legtovább Zólyom várában, melyet halála után vett át Mantskovit Bálint, és 1588-ban Galgócról Vizsolyba telepített Rákóczi Zsigmond földesúri birtokára, annak uradalmi házába. 1596-os haláláig Mantskovit Bálint itt élt és alkotott, és többek között kiadta az Index Bibiicus-t valamint a Balassi Fivérek Empicedeumát is. Legjelentősebb nyomdai alkotása a Vizsolyi Biblia lett. A nagy munka legfőbb támogatói Rákóczi Zsigmond egri főkapitány, Báthory István országbíró és Drugeth István zempléni főispán volt.

## Képgaléria

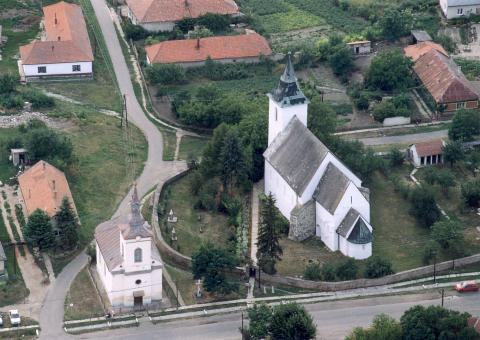
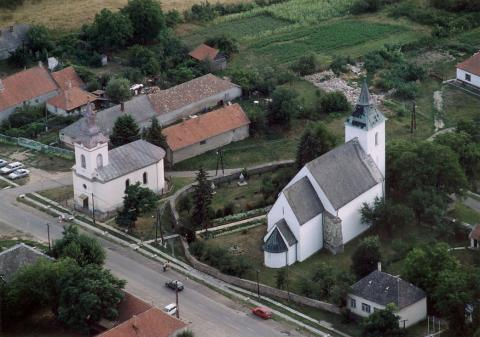
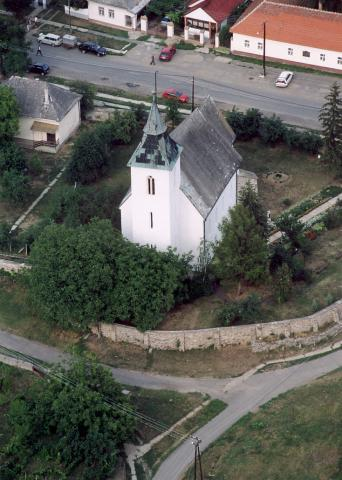
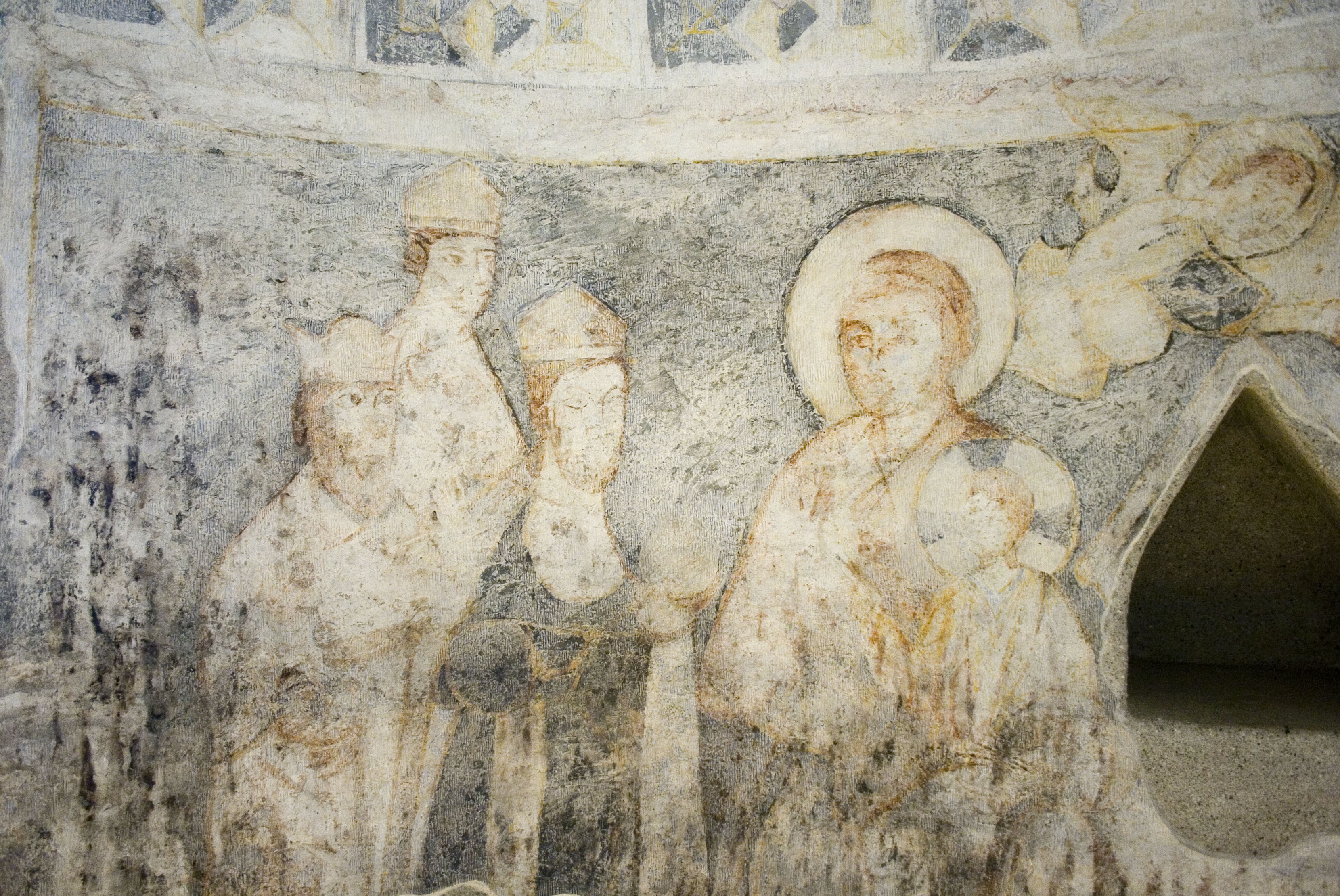
Három királyok imádása – XV. századi falfestmény – az apszis falán
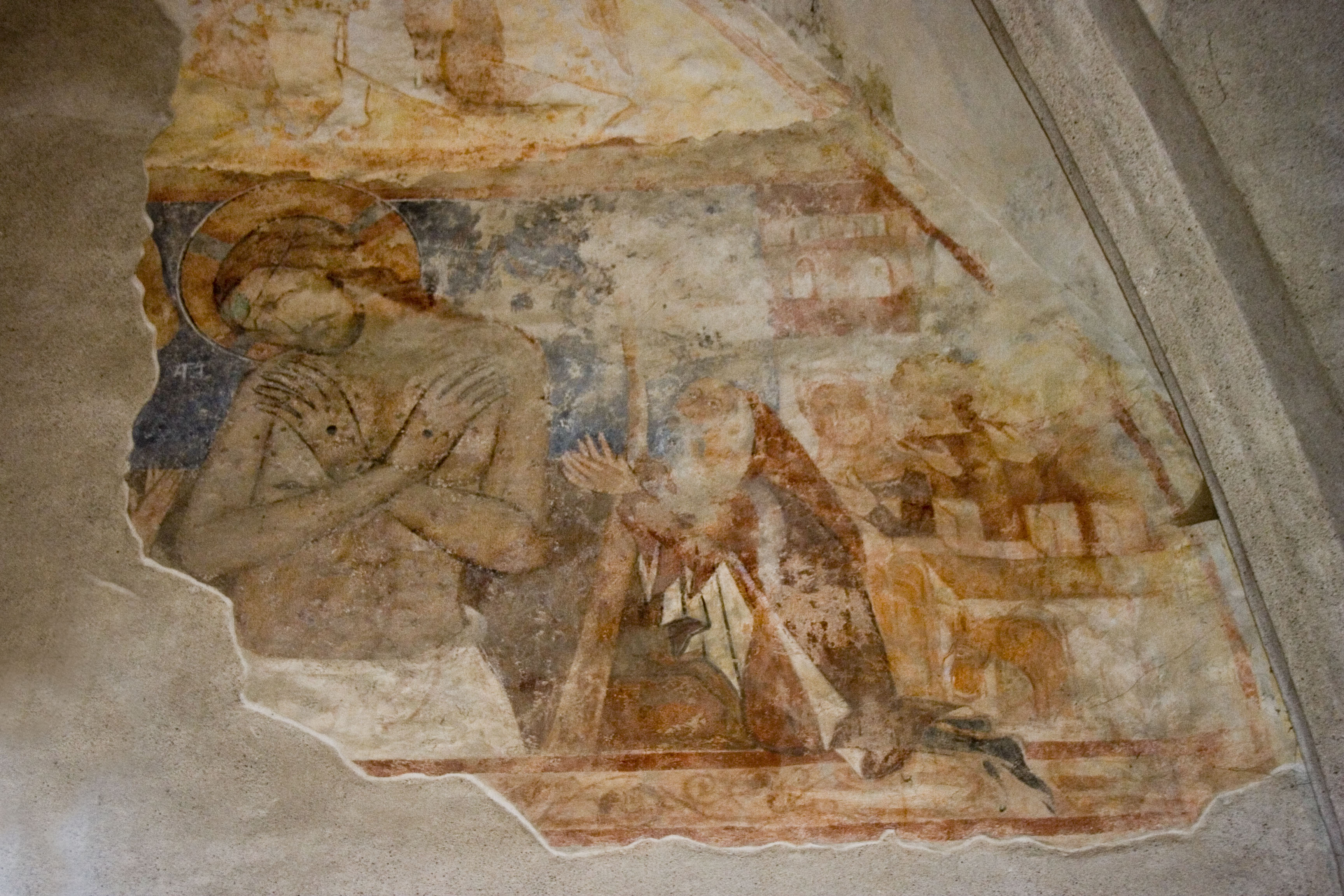
Krisztus levétele a keresztről – XV. századi falfestmény a templom falán
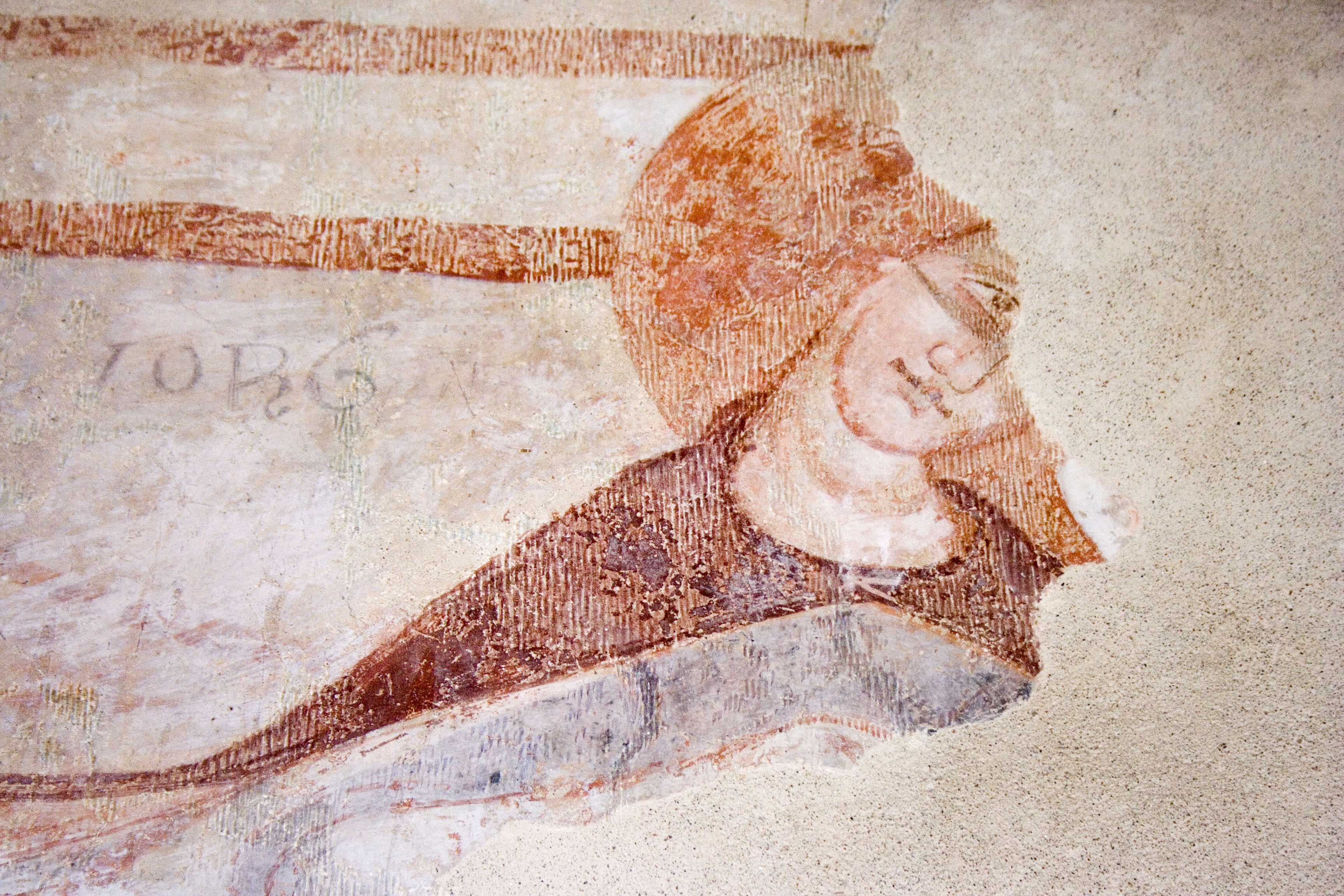
Falfestmény részlet a templom román-kori falán